# Baarle-Hertog
Baarle-Hertog (nederländskt uttal: [ˌbaːrlə ˈɦɛrtɔx], franska: Baerle-Duc [ba.ɛʁl(ə).dyk]) är en kommun i provinsen Antwerpen i regionen Flandern i Belgien. Kommunen gränsar mot Nederländerna och en stor del av kommunen är en belgisk exklav inom Nederländerna. Baarle-Hertog har cirka 2 865 invånare (2020).
Samhällena Baarle-Hertog och Baarle-Nassau är egentligen två delar av samhället Baarle, men Baarle-Hertog tillhör Belgien och Baarle-Nassau tillhör Nederländerna. Baarle delades i två delar på 1100-talet och den ena delen (Baarle-Nassau) tillföll baronen i Breda och den andra delen (Baarle-Hertog) tillföll hertigen av Brabant. Sedan 1479 har Baarle-Hertog varit en egen kommun.
När Belgien sedan bildades 1830 ingick hertigdömet i Belgien och exklaven var ett faktum; dock tvistade Nederländerna och Belgien om detta fram till 1959 då en internationell domstol dömde till Belgiens favör. Baarle-Hertog består av ett tjugotal icke sammanhängande landområden. Av dessa områden är tjugo stycken belgiska exklaver i Nederländerna. De fyra övriga omges inte av nederländskt territorium men avgränsas ändå från varandra av andra belgiska kommuner. Gränserna mellan Baarle-Hertog och Baarle-Nassau är så komplicerade att endast lantmäterierna i Belgien och Nederländerna har koll på dem. Det finns pubar där halva biljardbordet står i Belgien och andra halvan i Nederländerna, så biljardkulorna korsar landgränsen flera gånger under ett parti.
Bostadshusen har små skyltar på dörrkarmarna med antingen den belgiska flaggan, om huset tillhör Baarle-Hertog, eller den nederländska flaggan, om huset tillhör Baarle-Nassau. Dock är det inte säkert att hela huset står i samma land; det är det land som husets ytterdörr är placerad i som avgör husets landtillhörighet. Det har inte varit helt ovanligt att ytterdörrar flyttats för att huset ska tillhöra det andra landet (bland annat på grund av skillnader i skatter, främst för affärer).
Om en resa till Baarle-Hertog har C-J Charpentier skrivit ett kapitel i sin bok "Hazeldonk Express" (2007).

## Geografi

### Gränsen till Baarle-Nassau, Nederländerna
Baarle-Hertog är känt för sin komplicerade gräns med Baarle-Nassau, Nederländerna. Totalt består den av 24 separata landområden. Huvudindelningen av Baarle-Hertog är Zondereigen (efter dess största husgrupp) belägen norr om den belgiska staden Merksplas. Dessutom finns det tjugo belgiska exklaver i Nederländerna och tre andra områden längs tysk-belgiska gränsen. Det finns också sju nederländska exklaver inne i de belgiska exklaverna. Sex av dem är belägna i den största av dem och den sjunde i den näst största. En åttonde nederländsk exklav är belägen nära Ginhoven.

Gränsen mellan Belgien och Nederländerna vid Baarle-Hertog.